# Peter Lovaš
Peter Lovaš (14 de diciembre de 1978) es un deportista eslovaco que compite en tenis de mesa adaptado. Ganó una medalla de oro en los Juegos Paralímpicos de París 2024, en la prueba de dobles (clase MD4).

## Palmarés internacional
| Juegos Paralímpicos | Juegos Paralímpicos | Juegos Paralímpicos | Juegos Paralímpicos |
| Año                 | Lugar               | Medalla             | Prueba              |
| ------------------- | ------------------- | ------------------- | ------------------- |
| 2024                | París (Francia)     | Medalla de oro      | Dobles MD4          |